# Effetto Bambi

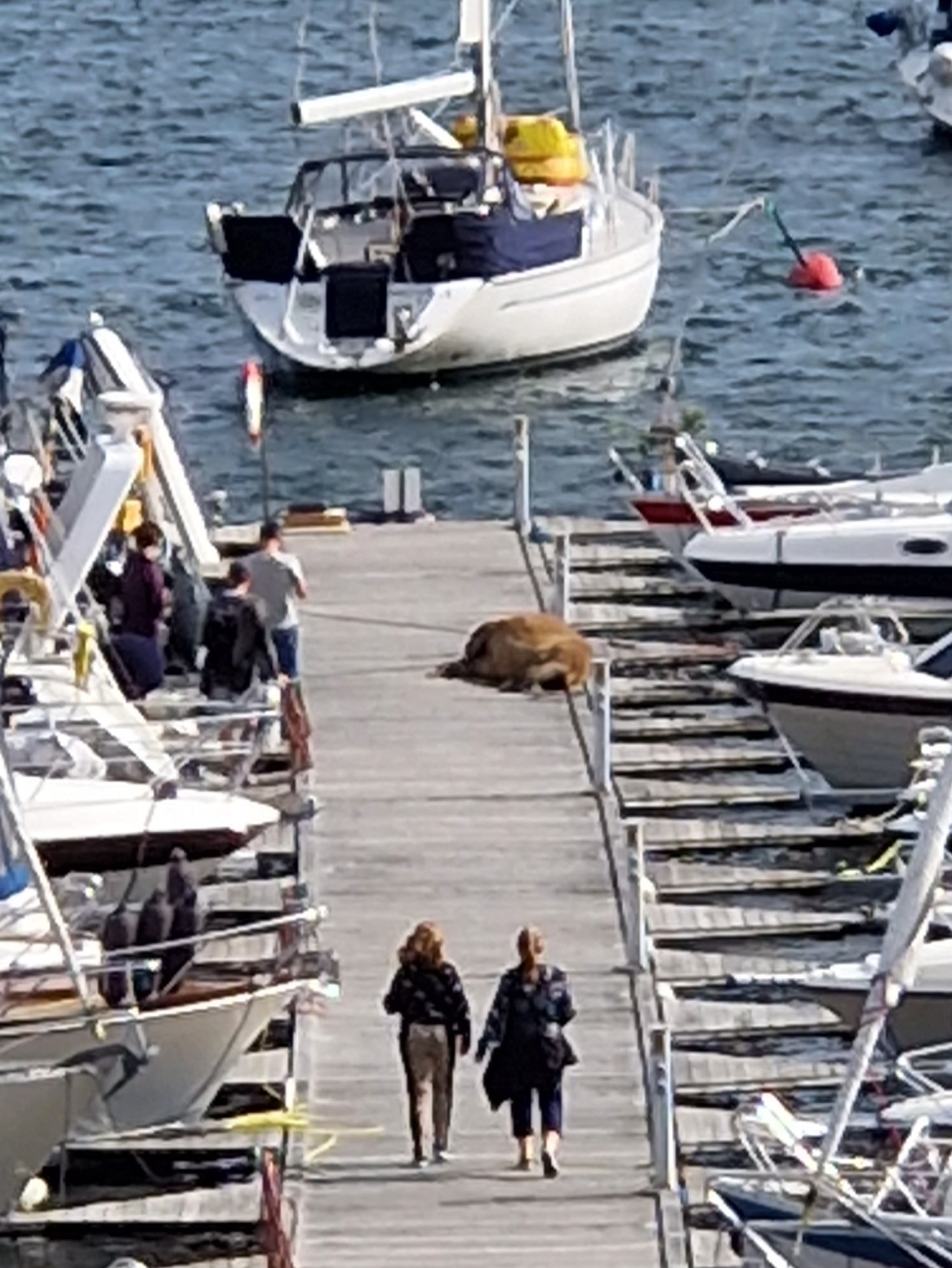
Freya presso Sandvika, Agosto 2022

I' "effetto Bambi " è la contrarietà all'uccisione di animali esteticamente percepiti come gradevoli. Il fenomeno assume un interesse antropologico anche e soprattutto quando si esplica contemporaneamente all'indifferenza verso la sofferenza di animali percepiti in qualche modo come ripugnanti o meno desiderabili . L'effetto prende il nome dal protagonista del film di animazione Bambi della Walt Disney.
Alcuni studiosi hanno attribuito a questo presunto effetto conseguenze positive, come la crescente consapevolezza del pubblico sui pericoli dell'inquinamento, ad esempio nel caso del destino delle lontre marine dopo la fuoriuscita di petrolio nel disastro della Exxon Valdez, oppure nella ricerca di forme di coesistenza tra attività umane e animali quali lo spaventare in modo non letale gli uccelli che interferiscono con il traffico aereo. Nel caso delle specie invasive, la vicinanza emotiva percepita ed espressa a livello generale può invece contrastare in modo significativo gli sforzi per sradicare gli intrusi non autoctoni.
Alcuni studiosi attribuiscono all'effetto Bambi il comportamento ostativo che contraddistingue alcune persone ed attivisti nel combattere contro le organizzazioni che gestiscono la fauna selvatica. Tale comportamento può più o meno inconsapevolmente interferire con il tentativo di mantenere il ciclo vitale di un ecosistema o eliminare ciò che le autorità considerano un pericolo per la popolazione.
L'effetto "Bambi" è supportato da uno studio (Wilks, 2008) che ha scoperto che per aiutare la fauna selvatica più aggressiva e ostile a diventare più amata e vedere miglioramenti nei loro ambienti, dovrebbero essere realizzati cartoni animati più accattivanti creati e commercializzati appositamente per loro.
Un esempio molto recente riguarda Freya, il tricheco soppresso a Oslo nel 2022 in quanto ritenuto un pericolo per l'incolumità pubblica. Espen Fjeld, senior adviser dell'Agenzia Ambientale e Ispettorato per la Natura Norvegese ha dichiarato in un'intervista al Guardian che il caso dell'animale ha scatenato un "effetto Bambi". L'animale "diventa fonte di preoccupazione, gli viene attribuito un nome e ad esso ci si riferisce in termini umani. Ma avere cura di questo individuo non ha nulla a che fare con il prendersi cura delle popolazioni di tricheco" dell'Artico.